# Южно-Чешский край
Южно-Чешский край (чеш. Jihočeský kraj) — административная единица Чехии, расположена на юге исторической области Богемия и охватывает также небольшую часть исторической территории Моравии. На юге край граничит с Германией и Австрией (протяженность границы составляет 323 км), на западе — с Пльзенским краем, на севере — с Среднечешским краем и на востоке — с краем Высочина и Южноморавским краем. Административным центром и самым большим городом региона является Ческе-Будеёвице.

## География края
Площадь Южно-Чешского края составляет 10 057 квадратных километров, что соответствует 12,8 % площади страны.
Границы Южно-Чешского края совпадают с естественными границами горных массивов. В центре его расположена Южно-Чешская котловина, которую обрамляют с юга и запада горы Шумава, с северо-запада — нагорье Брды, с севера — Среднечешская возвышенность, с северо-востока и востока — Чешско-Моравская возвышенность, а с юго-востока — Новоградские горы. Леса занимают одну треть территории края, 4 % занимают водные поверхности, в основном, пруды. Край расположен на высоте 400—600 метров над уровнем моря. Самая высокая точка — гора Плехи (1378 метров над уровнем моря) на территории горного массива Богемский лес, самая низкая точка — поверхность Орлицкого водохранилища в районе Писек (330 метров над уровнем моря).
По территории края протекает главная река Чехии Влтава, её притоки Отава, Малше и более мелкие реки. На юге расположено водохранилище Липно, образованное в результате строительства плотины на Влтаве (это самая большая плотина в Чехии), на севере — Орлицкое водохранилище у Орлицкой плотины на Влтаве. Водохранилище у Ржимова снабжает водой большую часть региона.
На территории края расположено около 7000 прудов, общая площадь которых составляет больше чем 30 000 гектаров.
Природные богатства Южно-Чешского края — это хвойные леса в Богемском лесе, горный массив Грац. В регионе имеются полезные ископаемые: строительный песок, щебень, глина, а также торф, известковый шпат и графит.
В Южно-Чешском крае расположен национальный парк и ландшафтный заповедник Шумава площадью 1 676,88 квадратных километров, Тршебоньский ландшафтный заповедник (700 квадратных километров), а также ландшафтный заповедник Бланский лес (212 квадратных километров).

## История
Территория Южной Чехии в силу естественной географической изолированности с доисторических времён до эпохи раннего Средневековья развивалась относительно автономно, поэтому здесь сформировалась довольно самобытная материальная культура, отличавшая южных чехов от населения соседних регионов. Одной из особенностей являются тумулусные захоронения, относящиеся ко всем чередовавшимся здесь археологическим культурам — унетицкой, кновизской, гальштатской и латенской.
Старейшие поселения первобытных охотников и рыболовов, согласно археологическим данным, появились здесь в конце палеолита — начале мезолита. Наиболее густо населена была западная часть Ческобудеёвицкой котловины. Далее поселения стали развиваться вдоль протекающих в этом регионе рек, являвшихся наиболее удобными транспортными маршрутами среди непроходимых лесов, покрывавших юг Чехии. Неолитическая революция началась в регионе, вероятно, не ранее 6 тысячелетия до н. э. Древнейшая керамика, датированная сер. VI — сер. V тысячелетий до н. э., обнаружена при раскопках на территории районов Ческе-Будеёвице и Табор.
Центральная часть региона была заселена в начале бронзового века. Местные поселения принимали участие в дунайско-влтавском трафике меди из альпийских шахт на север страны. Место слияния Малше и Влтавы, вполне вероятно, могло быть пересечением торговых путей (в 1908 году здесь было обнаружено при раскопках более 230 медных слитков).
Южная Чехия была частью исторической прародины кельтов. Во II—I веках до н. э. на территории Тршисова, Звикова и Невезице существовали кельтские оппидумы. На рубеже эпох начинается постепенное вытеснение кельтских племён германцами. В VI—VII веках территорию современного Южно-Чешского края начинают постепенно заселять славяне, а во 2-й пол. VIII века здесь появляются укреплённые славянские городища, некоторые на месте бывших кельтских оппидумов.
Согласно хронике Козьмы Пражского, в X веке княжескому роду Славниковичей в Южной Чехии принадлежали городища Хинов, Доудлеби и Нетолице. С конца X века юг Чехии уже входил в зону влияния княжества Пршемысловичей. В XII веке Пршемысловичи передали большинство южно-Чешских владений в лен феодальному роду Витковичей. Ко 2-й пол. XIII века среди Витковичей доминирующее положение заняла Рожмберкская ветвь, достигшая такого могущества, что вступила в конфликт с королём Пршемыслом Отакаром II. Для того чтобы ограничить власть Рожмберков на юге страны и в целях более тесной интеграции Чехии с Австрией (герцогом которой он одновременно являлся) Пршемысл Отакар II содействовал немецкой колонизации Южной Чехии. Для короля стратегически важно было создать точки опоры своей власти в малонаселённом районе чешско-австрийской границы. Кроме поощрения заселения этого района светскими германскими колонистами король содействовал организации здесь лояльных ему монашеских общин из Австрии, для чего, в частности, основал Златокорунский монастырь. Однако Рожмберки успешно конкурировали с центральной властью в деле колонизации южных районов Чехии. Кроме прочего, в противовес Златокорунскому ими был в то же время основан Вишебродский монастырь.
В XIII веке были основаны старейшие из современных городов Южно-Чешского края: Писек, Йиндржихув-Градец, Нетолице, Ческе-Будеёвице, Нове-Гради, Тршебонь и Волине, исторические центры которых сейчас являются памятниками культуры.

## Административное деление

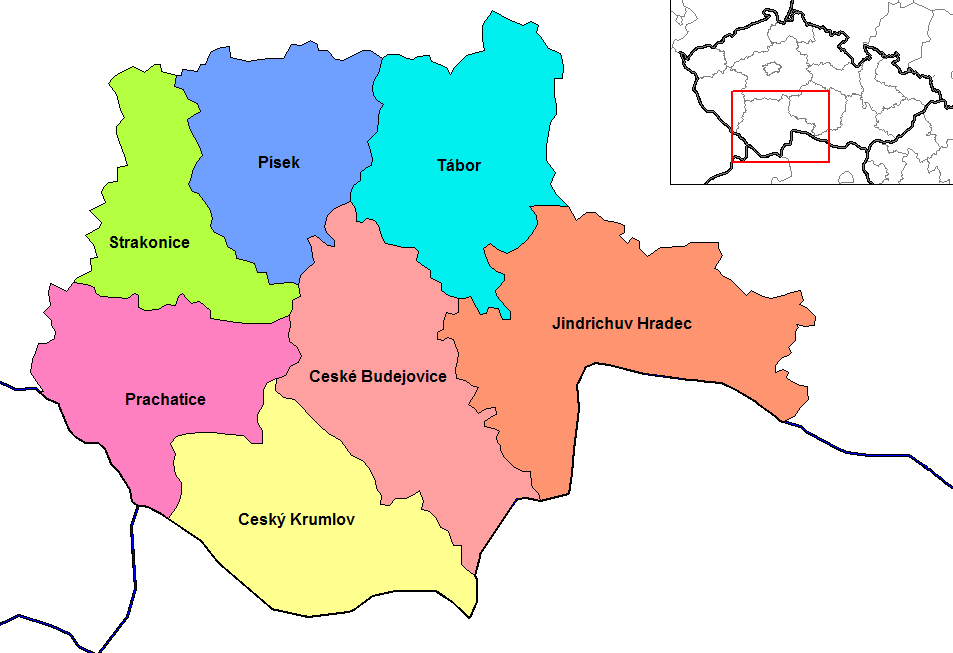
Административная карта края

Край делится на 7 районов.
| Район             | Население, чел. (2011) | Площадь, км² |
| ----------------- | ---------------------- | ------------ |
| Ческе-Будеёвице   | 186 462                | 1638,30      |
| Чески-Крумлов     | 60 516                 | 1615,03      |
| Йиндржихув-Градец | 90 604                 | 1943,69      |
| Писек             | 69 843                 | 1126,84      |
| Прахатице         | 50 010                 | 1375,03      |
| Страконице        | 69 786                 | 1032,10      |
| Табор             | 101 115                | 1326,01      |

## Население
Южно-Чешский край является регионом с самой незначительной плотностью населения в Чешской республике. В 2011 году в крае проживало 628 336 жителей, плотность населения составила 62,48 жителя на 1 квадратный километр. Из 7 административных районов наибольшую плотность населения имеет район Ческе-Будеёвице (113,81 жителей на 1 квадратный километр). Административный центр края город Ческе-Будеёвице является также самым большим городом региона: в нем проживают чуть больше 95 000 жителей. В городах живёт примерно одна треть населения, в то время как 4,3 % живут в сельских населенных пунктах с количеством жителей менее 200. Всего в крае расположено 624 муниципальных образования.
Наиболее крупные города края (количество жителей указано по состоянию на 31 декабря 2005 года):
- Ческе-Будеёвице (95 071 человек)
- Табор (35 769 человек)
- Писек (29 898 человек)
- Страконице (23 280 человек)
- Йиндржихув-Градец (22 300 человек)
- Чески-Крумлов (13 752 человека)
- Прахатице (11 712 человек)
- Тршебонь (8840 человек).

## Экономика
Южно-Чешский край является аграрным регионом, основу экономики которого составляет сельское хозяйство, рыбоводство и лесное хозяйство.
В сельском хозяйстве преобладает выращивание зерновых культур, кормовых растений и картофеля. В животноводстве развито разведение крупного рогатого скота и свиней. Доля сельскохозяйственных предприятий края в общем производстве сельскохозяйственной продукции Чехии составляет 11 %. Разведение рыбы в многочисленных прудах региона имеет давние традиции. В Южно-Чешском крае находится половина всего рыбного хозяйства страны.
Наиболее крупные промышленные предприятия сосредоточены вокруг административного центра — Ческе-Будеёвице, а также городов Страконице и Табор. Доля Южно-Чешского края в общем объёме промышленного производства Чехии составляет 5 %. В регионе развиты пищевая промышленность, транспортная индустрия, машиностроение, швейная промышленность и строительная промышленность.
Юго-западнее города Тин-над-Влтавоу расположена атомная электростанция Темелин (Temelín).
По состоянию на 2003 год в крае было зарегистрировано 141 000 предприятий, в том числе 101 000 предприятий малого бизнеса и 8600 сельскохозяйственных предприятий.

## Транспорт
Строительство автомагистрали D 3 ведётся из Праги через Ческе-Будеёвице к австрийской границе, скоростная трасса R 4 соединяет Прагу и Писек, ещё одна значимая автомагистраль проходит с запада на восток и соединяет столицу Австрии Вену с городом Пльзень (скоростная трасса R 20 / E 49).
С севера на юг регион пересекает железнодорожная магистраль, связывающая Прагу с Ческе-Будеёвице и австрийским Линцем, с запада на восток — железнодорожная линия Ческе-Будеёвице — Пльзень.

## Достопримечательности края
Охраняемыми историческими памятниками являются исторические центры городов:
- Ческе-Будеёвице
- Чески-Крумлов (объект всемирного культурного наследия ЮНЕСКО)
- Йиндржихув-Градец
- Тршебонь
- Славонице
- Прахатице
- Табор

Кроме того, в крае расположено большое количество замков и прочих туристических объектов, таких как замок Глубока, Крумловский замок, замок на воде Блатна, замки Червена-Льгота (Červená Lhota), Орлик (Orlík), Звиков (Zvíkov) и многие другие, а также историческая деревня Голашовице (объект всемирного наследия) как пример сельской архитектуры XVII века, известной под названием «крестьянское барокко».